# Бьяркёй
Бьяркёй (норв. Bjarkøy — Берёзовый остров) — бывшая коммуна в губернии Тромс в Норвегии. 1 января 2013 года была объединена с коммуной Харстад.
Административный центр — город Бьяркёй. Официальный язык — нейтральный. Население коммуны на 2007 год составляло 509 чел. Площадь — 73,61 км², код-идентификатор — 1915.

## История населения коммуны
Летом 1349 года в ответ на завоевательных поход шведского короля Магнуса (являвшегося так же королем Норвегии) в Ижорские земли, новгородские мореходы прошли вдоль побережья Финнмарка и напали на замок Бьяркёй.

Население коммуны за последние 60 лет